# قهرمانی وزنه‌برداری جهان ۱۹۴۹
قهرمانی وزنه‌برداری جهان ۱۹۴۹ بیست و هفتمین دوره از رقابت‌های قهرمانی جهان می‌باشد که از ۴ تا ۶ سپتامبر ۱۹۴۹ در اسخیفنینگن، هلند برگزار گردید. در این دوره ۳۸ ورزشکار مرد از ۱۳ کشور رقابت کردند.

## خلاصه مدال‌ها
| رویداد               | طلا                                   | طلا      | نقره                             | نقره     | برنز                              | برنز     |
| خروس‌وزن ۵۶ ک‌گ        | محمود نامجوی · ایران                  | ۳۱۵٫۰ ک‌گ | Kamal Mahgoub · مصر              | ۲۹۵٫۰ ک‌گ | ژوزف دپیترو · ایالات متحده آمریکا | ۲۹۵٫۰ ک‌گ |
| پر وزن ۶۰ ک‌گ         | محمود فیاض · مصر                      | ۳۳۲٫۵ ک‌گ | Johan Runge · دانمارک            | ۳۱۲٫۵ ک‌گ | Max Heral · فرانسه                | ۳۰۲٫۵ ک‌گ |
| سبک‌وزن ۶۷٫۵ ک‌گ       | ابراهیم شمس · مصر                     | ۳۵۲٫۵ ک‌گ | Joe Pitman · ایالات متحده آمریکا | ۳۴۲٫۵ ک‌گ | Arvid Andersson · سوئد            | ۳۲۲٫۵ ک‌گ |
| میان‌وزن ۷۵ ک‌گ        | خضر التونی · مصر                      | ۳۹۷٫۵ ک‌گ | پیت جورج · ایالات متحده آمریکا   | ۳۸۵٫۰ ک‌گ | محمدحسن رهنوردی · ایران           | ۳۴۰٫۰ ک‌گ |
| سنگین‌وزن سبک ۸۲٫۵ ک‌گ | استنلی استانچیک · ایالات متحده آمریکا | ۴۱۲٫۵ ک‌گ | ژان دوبوف · فرانسه               | ۳۸۲٫۵ ک‌گ | رسول رئیسی · ایران                | ۳۶۵٫۰ ک‌گ |
| سنگین‌وزن ۸۲٫۵+ ک‌گ    | جان دیویس · ایالات متحده آمریکا       | ۴۴۲٫۵ ک‌گ | Niels Petersen · دانمارک         | ۳۹۰٫۰ ک‌گ | Robert Allart · بلژیک             | ۳۸۷٫۵ ک‌گ |

## جدول مدال‌ها

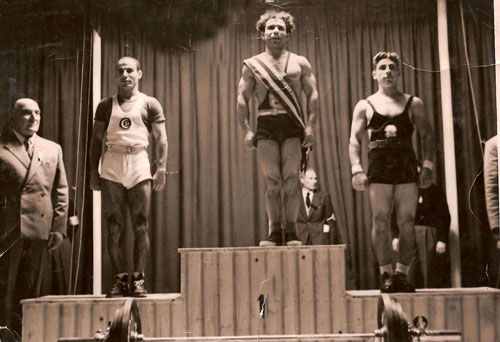
سکوی دستهٔ ۵۶ کیلوگرم

| رتبه           | کشور                | طلا | نقره | برنز | مجموع |
| -------------- | ------------------- | --- | ---- | ---- | ----- |
| ۱              | مصر                 | ۳   | ۱    | ۰    | ۴     |
| ۲              | ایالات متحده آمریکا | ۲   | ۲    | ۱    | ۵     |
| ۳              | ایران               | ۱   | ۰    | ۲    | ۳     |
| ۴              | دانمارک             | ۰   | ۲    | ۰    | ۲     |
| ۵              | فرانسه              | ۰   | ۱    | ۱    | ۲     |
| ۶              | بلژیک               | ۰   | ۰    | ۱    | ۱     |
| ۶              | سوئد                | ۰   | ۰    | ۱    | ۱     |
| مجموع (۷ کشور) | مجموع (۷ کشور)      | ۶   | ۶    | ۶    | ۱۸    |